# Foca-da-gronelândia
A foca-da-Gronelândia (Pagophilus groenlandicus) é uma espécie de foca, a única do género  Pagophilus, que habita no Atlântico Norte e no Oceano Glacial Ártico. Ocasionalmente é avistada em Portugal, nomeadamente nos Açores.

## Fisiologia
Os machos têm até 1,9 m de comprimento e pesam até 135 kg e as fêmeas têm até 1,8 m de comprimento e pesam até 120 kg. 

## Caça de focas
A foca-da-Gronelândia é caçada no Canadá, Gronelândia, Noruega e Rússia.